# Lijst van commandeurs in de Kroonorde
Dit is een lijst van commandeurs in de Kroonorde van België over wie een artikel in de Nederlandstalige Wikipedia is opgenomen. Belgen zijn opgenomen onder het tussenvoegsel van hun naam. Achter de naam staat telkens de geboorte en eventuele sterfdatum in kleine letters. Het tweede jaartal is het jaar waarin de titel werd uitgereikt.

## A
- Charles Aznavour (1924-2018) (2015)
- Vagit Alekperov (2011)[1]

## B
- Gaston Berghmans (1926-2016) (2006)
- Cathy Berx (1969) (2015)
- Antoine Bekaert (1930-1990)
- Nabil Ben Yadir (1979) (2014)
- Sven Biscop (1976) (2024)
- Marc Boone (1955) (2010)
- Rudolf Boehm (1927-2019)
- Adrian Bradshaw (1958) (2022)

## C
- Annie Cordy (1928-2020) (2013)
- François Cornelis (1949)

## D
- Christian de Duve (1917-2013)
- Reinhilde Decleir (1948-2022)  (2023)[2]
- Frans De Clerck (1945) (2011)
- Raoul de Puydt (1944) (2013)
- Peter de Caluwe (1963) (2016)
- Sophie De Schaepdrijver (1961) (2014)
- Luc De Rammelaere (1947) (1997)
- Gaston Durnez (1928-2019) (2017)
- Jean-Marie Dedecker (1952) (2009)

## E
- Pieter Eijssen (1906-1988) (1948)

## F
- Hind Fraihi (1976) (2017)

## G
- Michèle George (1974) (2012)
- François Glorieux (1932)
- Philippe Geluck (1954) (2009)
- Marie Gillain (1975) (2018)
- Cas Goossens (1937) (2017)
- Leslie Groves (1896-1970) (1950)

## H
- Jo Haazen (1944) (2012)
- Stefan Hertmans (1951) (2017)
- Frans van der Hoff (1939-2024) (2006)

## J
- Daniel Janssen (1936)
- Christ'l Joris (1954) (2018)

## L
- Raymond Lallemant (1919-2008)[3][4]
- Caroline Lamarche (1955) (2024)[5]
- Damya Laoui(1985) (2024)[5]
- Gustav Leonhardt (1928-2012) (2007)
- Sidi Larbi Cherkaoui (1976) (2014)
- Suzanne Leclercq (1901-1994)

## M
- Olivier Marquet (1957) (2013)
- Reginald Moreels (1949) (2024)[5]
- Gerard Mortier (1943-2014) (2000)

## N
- Willy Naessens (1939-2025) (2009)
- Seppe Nobels (1982) (2024)[6]

## Q
- Werner Quintens (1937-2005) (2003)

## R
- Louis Raemaekers (1869-1956) (1929)
- Jean Reyers (1919-2015)
- Oscar Rillaerts (1923-2011) (1987)

## S
- Paula Sémer (1925-2021) (2005)
- Steven Spielberg (1946) (2011)
- Annemie Struyf (1961) (2012)
- Kamiel Sergant (1935-2021) (2012)
- Éric-Emmanuel Schmitt (1960) (2016)
- Stromae (1985) (2024)

## T
- Martine Tanghe (1955-2023) (2023)[2]

## V
- Dora van der Groen (1927-2015) (2009)
- Eugène Van Dyck (1924-2004)
- Paul Van Haver (1985) (2024)[6]
- Ivo van Hove (1958) (2016)
- Hubert Van Humbeeck (1950) (2016)
- Bart Van Loo (1973) (2022)
- Andries Van den Abeele (1935)

## W
- Barbara Wyckmans (1952) (2017)